# 風間トオル
風間 トオル（かざま トオル、1962年8月19日 - ）は、日本の俳優。ホリプロ・ブッキング・エージェンシー所属。神奈川県川崎市出身。本名：須藤 光春（すどう みつはる）。

## 経歴・キャリア
川崎市中原区出身で、川崎市立西丸子小学校、川崎市立中原中学校、神奈川県立川崎北高等学校と、小学校から高校まで地元の川崎市内の学校を卒業。東京デザイン専門学校卒業。
「メンズノンノ」で阿部寛とともにノンノ・ボーイフレンドに選ばれる。その後「チェックメイト」等の雑誌モデルを経て、1989年、フジテレビ系列のドラマ『ハートに火をつけて!』で役者デビュー。
1997年8月、35歳の時に結婚したが、翌年1998年、36歳の時に離婚。
2025年4月1日付でホリ・エージェンシーがホリプロ・ブッキング・エージェンシーに合併されたのに伴い、同社所属となる。

## 人物
サーフィンが趣味で、中学生の頃からショートボードを続けている。海岸を散歩する時は、積極的にゴミを拾うようにしている。他にも収録現場には、マイボトルを持参し紙コップは使わないようにしたり、上記の料理の際には、野菜の皮や芯も使い、極力ゴミを減らすようにする等の工夫をしている。2001年から愛犬を飼っており、ゴールデンレトリバーで名前はロコ助六銀之助（通称ロコ）。長く渋谷区に住んでいたが、愛犬の事も考え、湘南に移り住んだ。
1967年、5歳ほどで両親が離婚。そのうちに父親もいなくなり、祖父母のもとで過ごした。食べるものがないため家の前の公園などで草を物色して、草やタンポポを食べたりしていた。小学校の頃から祖父が認知症になり、深夜の徘徊を監視するなど介護にも追われる日々であった。高校より独り暮らしを始めるが、冷蔵庫がないので冷蔵庫に入れるような物は土に埋めたのも役に立ったという。子供の頃は風呂がなく代わりに洗濯機に入ってスイッチを入れて体を洗っていた。その後生まれて初めて一般的な銭湯に行った時に「プールみたい」と思った。また、生活費や授業料などを払うためにバイトに明け暮れ、睡眠時間はだいたい2時間ぐらいだったという。不良になる暇もオートバイを買う金もなかったという。
6歳の時（1968年から1969年頃）、保護者である祖父母のうっかりで小学校への入学の申し込みをし忘れ、1年後に入学。その後高校3年まで、1年遅れの学年に通学した。若い時は交通費がなくて10駅ぐらいはよく歩いて移動し、川崎から渋谷まで歩いて行ったこともあったという。ただし、ある時映画を見るために歩いて行ったが時間がかかりすぎて映画も見ないまま、そのまま夜遅くに帰ることがあったという。貧乏時代に数日間同じ服を着ていたことがあり、その時に「裏返しに服を着る」ということをやるようになったが、モデルになった後も服を裏返しに着るというスタイルが意外にももてはやされるようになった。また、ある日たまたま左右別々の靴下を履いて仕事場に行ったところ、スタッフから「それいいね〜」などと褒められたことがあり、本人は、さすがにビックリしたという。
川崎市出身で同姓の風間八宏が監督をしているという縁から、同市で活動するプロサッカークラブ、J1川崎フロンターレから2014年3月2日に行われる2014年開幕戦の試合前に行われる始球式イベントへの出演依頼を受けた。試合当日には背番号に「106」番と入ったユニフォーム姿で登場し、川崎市等々力陸上競技場に詰めかけた観客の前で挨拶をした後、チームマスコットのふろん太を相手にゴールを決め、写真撮影ではフロンターレの中村憲剛に花束贈呈と一緒の記念撮影をした。
少年時代から視力が「3.0」だったということがあり、友人たちと埼玉県の秩父に遊びに行った帰り、電車を待っていた時に反対側のホームにある時刻表を読み取ることができたという。驚異の視力の良さについては「空とか遠くばかりを見ていたからだと思います。みんなも一緒だと思っていたので気づかなかった」。アフリカ旅行時、誰よりも早くキリン等を見つけてしまい、「私の仕事がなくなる」とコーディネーターに言われたことがある。

## 出演

### テレビドラマ
- ハートに火をつけて!（1989年4月13日 - 6月29日、フジテレビ） - 志水亘 役
- 東京Xマス・ラブウォーズ（1989年12月16日、TBS、ドラマチック22） - 主演
- 世界で一番君が好き!（1990年1月8日 - 3月19日、フジテレビ） - 篠木邦彦 役
- どんでん家族（1990年1月11日、読売テレビ、木曜ゴールデンドラマ）
- お嬢さん、殺人にご用心!（1990年3月26日、フジテレビ）
- キスの温度〜いちばん近い他人〜（1990年5月9日、日本テレビ） - 友情出演
- カサブランカ物語 怪盗に口づけを!（1990年7月15日 - 8月19日、テレビ東京）
- 世にも奇妙な物語「喪服の少女」（1990年7月26日、フジテレビ） ‐ 主演・佐治和彦 役
- お嬢だん（1990年8月27日 - 30日、テレビ朝日）
- いつか誰かと朝帰りッ（1990年10月18日 - 12月20日、フジテレビ） - 徳永仁人 役
- モモ子の罪と罰（1990年12月3日、TBS、月曜ドラマスペシャル）
- どんでん夫婦（1991年3月21日、読売テレビ、木曜ゴールデンドラマ）
- 五月の風（1991年5月21日、日本テレビ）
- LOVE（1991年、フジテレビ）
- 結婚したい男たち（1991年7月5日 - 9月20日、TBS、金曜ドラマ） - 鯨岡俊 役
- ラヴ・シミュレーション（1991年7月20日、フジテレビ）
- 逢いたい時にあなたはいない…（1991年10月7日 - 12月16日、フジテレビ） - 中西隆一 役
- ホスピタルはバラ色に!（1991年12月26日、読売テレビ、木曜ゴールデンドラマ）
- ラブストーリーを君に…「会いたい」（1992年1月3日、テレビ朝日）
- 夢みるくらい、いいじゃない（1992年3月28日、日本テレビ）
- 愛は仁義（1992年4月9日、日本テレビ）
- 子供が寝たあとで（1992年4月18日 - 6月27日、日本テレビ、土曜グランド劇場） - 中沢秀樹 役
- 偽りのハネムーン（1992年6月2日、日本テレビ、火曜サスペンス劇場） - 主演
- 誰か教えて!（1992年7月28日、フジテレビ）
- デザイナー物語 夢追いかけてパリへ（1992年10月11日、毎日放送）
- 復讐の配当（1992年10月29日、日本テレビ） - 主演
- 家栽の人（1993年1月7日 - 3月25日、TBS） - 大滝信 役
- ちゃんめろの山里で（1993年2月16日、日本テレビ、カネボウヒューマンスペシャル）
- 愛と逃亡の果て（1993年3月26日、TBS）
- 天国に一番近いママ（1993年4月6日、日本テレビ）
- 瞳に星な女たち（1993年12月25日、TBS）
- レベル7－空白の90日－（1994年3月28日、日本テレビ、愛と疑惑のサスペンス）
- 出逢った頃の君でいて（1994年4月13日 - 6月29日、日本テレビ） - 山瀬和彦 役
- パパはニュースキャスタースペシャルIII（1994年9月30日） - 草薙吾郎 役
- ママのベッドへいらっしゃい（1994年10月13日 - 12月15日） - 主演・佐伯浩介 役
- 勝利の女神（1996年4月16日 - 6月25日、関西テレビ） - 大原敬一 役
- はみだし刑事情熱系シリーズ（1996年 - 2004年、テレビ朝日） - 西崎駿一 役
  - はみだし刑事情熱系 PART1（1996年10月16日 - 1997年3月26日）
  - はみだし刑事情熱系 PART2（1997年10月8日 - 1998年3月25日）
  - はみだし刑事情熱系 PART3（1998年10月7日 - 1999年3月24日）
  - はみだし刑事情熱系 PART4（1999年10月6日 - 2000年3月29日）
  - はみだし刑事情熱系 PART5（2000年10月4日 - 2001年3月28日）
  - はみだし刑事情熱系 PART6（2001年10月3日 - 2002年3月27日）
  - はみだし刑事情熱系 PART7（2003年1月8日 - 2003年3月19日）
  - はみだし刑事情熱系 クリスマススペシャル（2003年12月24日）
  - はみだし刑事情熱系 最終章（2004年4月14日 - 2004年6月30日）
- 毛利元就（1997年1月5日 - 12月14日、NHK大河ドラマ） - 大内義隆 役
- スチュワーデス刑事3（1999年1月8日、フジテレビ、金曜エンタテイメント） - 真鍋博人 役
- 土曜ワイド劇場（テレビ朝日）
  - 京都B級グルメ殺人マップ2（1999年3月6日） - 一橋 役
  - 第一級殺人弁護シリーズ（2002年 - 2005年） - 主演・京森英二 役
    - 第一級殺人弁護（2002年6月8日）
    - 第一級殺人弁護2（2003年6月28日）
    - 第一級殺人弁護3（2005年3月19日）

  - 広域捜査官・楠錬三郎3（2003年8月30日）
  - グルメ弁護士VSダイエット検事（2005年4月16日） - 御木本陽助（法医学教授） 役
  - はみだし弁護士・巽志郎10（2006年8月19日） - 石黒修司 役
  - 救急救命士・牧田さおり5（2007年2月3日） - 間宮賢太郎 役
  - 隠蔽捜査（2007年3月10日） - 谷岡裕也（警察庁長官官房総務課広報室長） 役
  - 女警察署長（2009年5月23日） - 一ノ瀬大介 役
  - 刑事の妻〜デカツマ〜　妻の浮気チェックが不倫連続殺人事件を呼ぶ！（2009年8月8日） - 阿部康彦 役
  - 法医学教室の事件ファイル30（2010年1月9日） - 柳田徳郎 役
  - 事件14 逆転法廷（2010年10月23日） - 五十嵐達夫 役
- 京都始末屋事件ファイル（1999年7月1日 - 9月16日、テレビ朝日） - 神谷三太郎 役
- ショムニ「第12話」（2000年6月28日、フジテレビ） - 黒川光 役
- 1億2千万人のボーイフレンド・出会い系サイト殺人事件（2001年12月21日、フジテレビ系、金曜エンタテイメント） - 黒瀬 役
- ラブ・レボリューション「第2話」（2001年4月16日、フジテレビ） - 木暮京四郎 役
- 早乙女千春の添乗報告書13 神戸・淡路湯けむりツアー殺人事件（2003年1月6日、TBS、月曜ドラマスペシャル） - 桑田鋭吾 役
- パパトールドミー 大切な君へ（2003年4月12日 - 6月28日、NHK教育） - 的場信吉 役
- 松本清張サスペンス特別企画・霧の旗（2003年9月16日、TBS） - 阿部啓一 役
- 地獄の花嫁 結婚相談員・末永卯月の推理案内状4（2003年11月21日、フジテレビ、金曜エンタテイメント） - 栗木幸二 役
- 仔犬のワルツ（2004年4月17日 - 6月26日、日本テレビ） - 水無月器一 役
- 財務捜査官 雨宮瑠璃子（2004年6月14日、TBS、月曜ミステリー劇場） - 鈴木康之（警視庁捜査二課長）役
- おばさん会長・紫の犯罪清掃日記 ゴミは殺しを知っている6（2004年12月13日、TBS、月曜ドラマスペシャル） - 矢野譲次 役
- 七色のおばんざい（2005年6月20日 - 7月28日、NHK） - 藤田研一 役
- 銀座高級クラブママVS熱海の老舗旅館女将（2005年11月27日、テレビ東京、水曜ミステリー9） - 立花敦志 役
- 警視庁特殊部隊512（2005年11月29日、日本テレビ、ドラマ・コンプレックス）
- 女刑事みずき〜京都洛西署物語〜「第6話」（2005年12月1日、テレビ朝日）
- 水戸黄門（C.A.L、TBS）
  - 第37部「第1話 将軍御落胤の野望・館林」（2007年） - 浅井新兵衛 役
  - 第40部「第1話 陰謀暴き、いざ北へ!終わりなき世直しの旅」（2009年） - 深田左馬之助 役
  - 第42部 - 五代将軍 徳川綱吉 役
    - 「第1話 お前は助さん 俺は格さん・江戸」（2010年）
    - 「最終話 お命頂戴！御老中・江戸」（2011年）

  - 第43部（2011年） - 徳川綱吉 役
    - 「第2話 人情長屋で待つ女・品川」
    - 「第18話 上様、長屋で叱られる・江戸」
- 特命係長 只野仁スペシャル'06「高級レストランとおふくろの味」（2006年9月23日、テレビ朝日） - 青沼誠司 役
- 太閤記〜天下を獲った男・秀吉（2006年10月31日 - 12月12日、テレビ朝日） - 明智光秀 役
- 銀座高級クラブママ・青山みゆきシリーズ（2007年 - 2008年、テレビ東京、水曜ミステリー9） - 甲斐達也 役
  - 銀座高級クラブママ・青山みゆき2（2007年3月4日）
  - 銀座高級クラブママ・青山みゆき3（2008年7月23日）
- 風の果て（2007年） - 上村忠左衛門
- 4姉妹探偵団「第1話」（2008年1月18日、テレビ朝日） - 安藤健司 役
- 徳川家康と三人の女 （2008年3月15日、テレビ朝日） - 石田三成 役
- トップセールス（2008年4月12・19日・5月24日、NHK） - 村上亮介 役
- 非婚同盟（2009年1月5日 - 3月27日、東海テレビ制作昼ドラマ） - 伊庭猪士郎 役
- 松本清張生誕100年特別企画・黒の奔流（2009年3月4日、テレビ朝日） - 楠田拓也（弁護士） 役
- ザ・ライバル「少年サンデー・少年マガジン物語」（2009年5月5日、NHK） - 豊田（編集長） 役
- 月曜ゴールデン 法廷サスペンスSP(3)『量刑』（2009年5月25日、TBS） - 守藤秀人（被告人の恋人）役
- 深夜食堂（2009年11月4日、TBS） - エレクト大木 役
- 東京DOGS「第5話」（2009年11月16日、フジテレビ） - 三島 役
- 柳生武芸帳（2010年1月2日、テレビ東京、テレビ東京開局45周年記念、新春ワイド時代劇） - 松平伊豆守 役
- 赤かぶ検事京都篇「第1話」（2010年1月13日、TBS） - 菊間武郎 役
- 捜し屋★諸星光介が走る!5（2010年4月12日、TBS、月曜ゴールデン） - 武井徹 役
- ケータイ発ドラマ 激♥恋…運命のラブストーリー…（2010年4月9日 - 5月28日、NHK） - 立花大祐 役
- 女帝薫子（2010年5月2日 - 6月13日 テレビ朝日、日曜ナイトドラマ） - 木内久三（小説家） 役
- ゲゲゲの女房（2010年7月-、NHK連続テレビ小説） - 船山信義 役
- 警視庁南平班〜七人の刑事〜2（2010年8月23日、TBS、月曜ゴールデン） - 棚橋毅 役
- 桂ちづる診察日録「第5話」（2010年10月2日、NHK、土曜時代劇） - 清次 役
- てのひらのメモ（2010年10月23日、NHK） - 北村 役
- 宇宙犬作戦 「episode 18(前編・後編)」（2010年11月26日・同年12月3日、テレビ東京） - ミューラー総統 役
- 弁護士 朝吹里矢子（2010年12月10日、フジテレビ、金曜プレステージ） - 北島昇 役
- ザ・ミュージックショウ（2011年1月2日、日本テレビ、正月ドラマSP） - 番組審査員・轟健三 役
- 悪党〜重犯罪捜査班「第6話」（2011年3月4日、朝日放送） - 酒井伸一郎 役
- 科捜研の女シリーズ（2011年 - 、テレビ朝日） - 宇佐見裕也 役 
  - 科捜研の女スペシャル（2011年3月17日）
  - 科捜研の女 Season11（2011年10月20日 - 2012年3月8日）
  - 科捜研の女 Season12（2013年1月10日 - 3月14日）
  - 科捜研の女 Season13（2013年10月17日 - 2014年3月13日）
  - 科捜研の女スペシャル（2013年12月25日）
  - 科捜研の女 Season14（2014年10月16日 - 12月11日）
  - 科捜研の女 年末スペシャル（2014年12月21日）
  - 科捜研の女 新春スペシャル（2015年1月18日）
  - 科捜研の女 Season15（2015年10月15日 - 2016年3月10日）
  - 科捜研の女 正月スペシャル（2016年1月3日）
  - 科捜研の女 春スペシャル（2016年4月7日）
  - 科捜研の女 Season16（2016年10月20日 - 2017年3月9日）
  - 科捜研の女 正月スペシャル（2017年1月3日）
  - 科捜研の女スペシャル（2017年10月15日）
  - 科捜研の女 Season17（2017年10月19日 - 2018年3月22日）
  - 科捜研の女スペシャル（2018年10月14日）
  - 科捜研の女 Season18（2018年10月18日 - 2018年12月13日）
  - 科捜研の女 正月スペシャル（2019年1月3日）
  - 科捜研の女 Season19（2019年4月18日 - 2020年3月14日）
  - 科捜研の女 Season20（2020年10月22日 - 2020年12月17日）
  - 科捜研の女 Season21（2021年10月14日 - 2022年4月7日）
  - 科捜研の女2022 Season22（2022年10月18日 - 12月20日）
  - 科捜研の女 Season23（2023年8月16日 - 10月4日）[9][10]
  - 科捜研の女 Season24（2024年7月3日 - 9月11日）[11]
  - 新・科捜研の女3 Season7 第9話（2006年9月7日） - 香月誠一 役 （宇佐見裕也とは別役でゲスト出演）
- SP〜警視庁警護課（2011年10月8日、テレビ朝日、ドラマスペシャル） - 佐々木光男 役
- 蝶々さん（2011年11月19日・26日、NHK、土曜ドラマスペシャル） - 三浦寛治 役
- 仮面ライダーフォーゼ（2012年4月29日・5月6日・8月5日・8月19日、テレビ朝日） - 歌星緑郎 役
- 主に泣いてます（2012年7月7日 - 9月8日、フジテレビ、土ドラ） - 青山仁 役
- 浅見光彦シリーズ45 志摩半島殺人事件（2012年7月20日、フジテレビ、金曜プレステージ） - 本橋幸雄 役
- 大河ドラマ大作戦（2012年8月26日、NHK）
- ラスト♡シンデレラ（2013年4月11日 - 6月20日、フジテレビ） - 萩原寿男 役
- 小京都連続殺人事件2 〜佐野足利・七草に秘められた叫び〜（2013年5月3日、フジテレビ、金曜プレステージ） - 小林健次郎 役
- TAKE FIVE〜俺たちは愛を盗めるか〜「第4話」（2013年5月10日、TBS） - 緒方研二 役
- 黒い十人の黒木瞳III「黒い先輩」（2013年6月30日、NHK BSプレミアム）
- 看護師・戸田鮎子の推理カルテ2（2013年10月30日、テレビ東京、水曜ミステリー9） - 東田明 役
- 恋（2013年12月16日、TBS、月曜ゴールデン特別企画） - 副島 役
- 聖母・聖美物語（2014年3月31日 - 6月27日、東海テレビ制作昼ドラマ） - 星川真輔 役
- 湯けむりバスツアー 桜庭さやかの事件簿5（2014年4月28日、TBS、月曜ゴールデン） - 大月光彦 役
- 刑事長2（2014年5月17日、テレビ東京、水曜ミステリー9） - 粟津武 役
- 信長のシェフ Part2（2014年7月10日 - 9月4日、テレビ朝日） - 秋山信友 役
- 警察庁特別監察官 氷の女・氷室透子 告発〜ある女性警察官の死（2014年7月11日、フジテレビ、金曜プレステージ） - 結城新一郎 役
- リスクの神様「第1話」（2015年7月8日、フジテレビ） - 生島徹 役
- 経世済民の男 第一部「高橋是清」（2015年8月22日・29日、NHK、スペシャルドラマ） - 桂太郎 役
- 信長燃ゆ（2016年1月2日、テレビ東京、新春ワイド時代劇） - 前田利家 役
- 深層捜査1（2017年） ‐ 黒川哲夫
- 神ノ牙-JINGA-（2018年10月4日 - 12月28日、TOKYO MX・BS11 / 2018年10月7日 - 、ファミリー劇場） - 御影瑞斗 役
- 黒蜥蜴-BLACK LIZARD-（2019年12月29日・NHK BSプレミアム、2020年2月8日・NHK BS4K） - 天馬博士 役
- 風のふく島 第2話（2025年1月18日、テレビ東京） - 野々村 役[12]

### 映画
- どっちにするの。（1989年） - 沢口丈彦 役
- 雪のコンチェルト（1991年） - タヌ公 役
- 大誘拐 RAINBOW KIDS（1991年） - 戸並健次 役
- わが愛の譜 滝廉太郎物語（1993年） - 主演・滝廉太郎 役
- きけ、わだつみの声 Last Friends（1995年） - 相原守（一等兵） 役
- 女刑事RIKO 聖母の深き淵（1998年） - 安藤明彦 役
- 千年の恋 ひかる源氏物語（2001年） - 頭中将 役
- ナマタマゴ（2001年）
- ROCKERS（2003年） - 二枚目スター 役
- 娘道成寺〜蛇炎の恋（2004年） - 花丸（大衆演劇のニュー女形） 役
- 新しい風 若き日の依田勉三（2004年） - 渡辺勝 役
- 渋谷物語（2005年） - 中井秀鷹 役
- 仮面ライダー THE FIRST（2005年）
- 太陽の傷（2006年） - 内村洋平 役
- 砂時計（2008年） - 水瀬正弘 役
- スーパーカブ（2008年） - 細田玄 役
- まぼろしの邪馬台国（2008年） - 矢沢 役
- 三十九枚の年賀状（2009年）- 河村彰（成人になった彰）役
- MW-ムウ-（2009年） - 三田 役
- 沈まぬ太陽（2009年） - 沢泉徹 役
- スラッカーズ(2009年）- 早乙女五郎 役
- 君が踊る、夏（2010年）
- 心中天使（2011年）- ケイの母親の恋人 役
- ランウェイ☆ビート（2011年）
- 東京に来たばかり（2012年）
- かあちゃんに贈る歌（2014年） - 林あきら 役
- 相棒 -劇場版III- 巨大密室! 特命係 絶海の孤島へ（2014年）
- 太秦ライムライト（2014年） - 風間トオル（本人） 役
- ゆずり葉の頃（2015年） - 小河進 役
- 修羅の男と家なし少女（2016年） - 清流会 ウエノ 役
- アイアムアヒーロー（2016年） - 千倉 役
- サマーソング（2016年） - イッチーの父親 役
- インターン!（2016年） - 牧野 役[13]
- いのちスケッチ（2019年） - 高遠武 役
- 科捜研の女 -劇場版-（2021年）-  宇佐見裕也 役

### 配信ドラマ
- 相棒 -劇場版III- 序章（2014年3月29日 - 4月19日、dビデオ）
- ラスト・ハネムーン（2014年8月、フジテレビ） - 伊坂康平 役

### オリジナルビデオ
- 女刑事RIKO 女神の永遠（1998年） - 安藤明彦 役
- ドリフト SPECIAL～Beauty Battle～（2007年） - 楓の父親 役
- むこうぶち5 高レート裏麻雀列伝 氷の男（2008年） - 日陰 役

### 舞台
- 恋愛ホテル LOVE×HOTEL（2005年）
- 月の子供（2007年）
- 女ひとり〜ミヤコ蝶々物語（2008年）
- 検察側の証人（2010年、ル テアトル銀座）
- 菊次郎とさき（2012年・2015年） - 藤崎先生 役
- ダンガンロンパ 希望の学園と絶望の高校生（2014年・2016年）学園長 役
- その後のふたり （2014年） ｰ 純哉 役
- 嫁も姑も皆幽霊（2015年、三越劇場） - 水澤圭輔 役[14]
- 最高のオバハン　中島ハルコ（2023年）- YUTAKA 役
- ぼくらの七日間戦争2025（2025年公演予定） - 瀬川卓蔵 役[15]

### バラエティ
- 超天才・たけしの元気が出るテレビ!!（日本テレビ、1995年 - 1996年）
- 明石家さんまのコンプレッくすっ杯（朝日放送テレビ）

### CM
- シチズン「ライトハウス」（1986年）
- 東海漬物「きゅうりのキューちゃん」
- 富士通「ぐーもぐ」
- 森永乳業「ビヒダスヨーグルト」
- 牛乳石鹸共進社「DAY UPヘアケアシリーズ」
- ビクトリア「スキーフルパワー宣言」

## 著書
- 『ビンボー魂　おばあちゃんが遺してくれた生き抜く力』(中央公論新社 2016年3月20日)ISBN 978-4120048029

### 書籍
セーターブック
- 『風間トオル セーターアイランド』(雄鶏社1988年)ISBN 978-4277131179
- 『風間トオルと仲間たち 僕らのセーターアイランド』(雄鶏社1989年)ISBN 978-4277131209
- 『風間トオル セーター・コレクション』(雄鶏社1991年)ISBN 978-4277131476